# Бонельи, Рикардо
Рикардо Бонельи Карреския (исп. Ricardo Bonelli Carrescia; 28 октября 1932, Ланус — 25 июля 2009, Тампико) — аргентинский футболист, нападающий.

## Карьера
Рикардо Бонельи начал карьеру в 1952 году в клубе «Индепендьенте». Он вытеснил из состава, а затем и полностью заменил другого нападающего Карлоса Лакасию. 8 декабря 1953 года Бонельи участвовал в игре, в которой «Индепендьенте» противостоял «Реал Мадрид». Аргентинская команда победила со счётом 6:0, а один из голов забил Рикардо. Это поражение стало для мадридского клуба самым крупным в домашних матчах в истории. Бонельи играл за клуб семь лет, проведя 134 встречи и забив 53 мяча.
В 1959 году Бонельи перешёл в мексиканский клуб «Тампико». Он пришёл в этот клуб в один год с другим аргентинцем Роберто Роландо, с которым составил пару центрфорвардов команды. Там он играл до 1963 года, когда клуб вылетел во второй дивизион, после чего завершил карьеру. Рикардо остался жить в этой стране, а в 1986 году получил мексиканский паспорт. Он умер там же в 2009 году от рака желудка. В 2016 году он был посмертно награждён организацией «Силы Единства Тампико» (исп. Fuerzas Unidas por Tampico) за свои спортивные успехи в этом городе.

## Международная статистика
| Матчи Рикардо Бонельи за сборную Аргентины | Матчи Рикардо Бонельи за сборную Аргентины | Матчи Рикардо Бонельи за сборную Аргентины | Матчи Рикардо Бонельи за сборную Аргентины | Матчи Рикардо Бонельи за сборную Аргентины | Матчи Рикардо Бонельи за сборную Аргентины | Матчи Рикардо Бонельи за сборную Аргентины |
| ------------------------------------------ | ------------------------------------------ | ------------------------------------------ | ------------------------------------------ | ------------------------------------------ | ------------------------------------------ | ------------------------------------------ |
| №                                          | Дата                                       | Место проведения                           | Оппонент                                   | Счёт                                       | Голы                                       | Турнир                                     |
| 1                                          | 21 ноября 1954                             | Буэнос-Айрес                               | сборная Лиги                               | 7:2                                        | —                                          | Товарищеский матч                          |
| 2                                          | 28 ноября 1954                             | Лиссабон                                   | Португалия                                 | 3:1                                        | —                                          | Товарищеский матч                          |
| 3                                          | 5 декабря 1954                             | Рим                                        | Италия                                     | 0:2                                        | —                                          | Товарищеский матч                          |
| 4                                          | 3 марта 1955                               | Сантьяго                                   | Парагвай                                   | 5:3                                        | —                                          | Чемпионат Южной Америки                    |
| 5                                          | 9 марта 1955                               | Сантьяго                                   | Эквадор                                    | 4:0                                        | 1                                          | Чемпионат Южной Америки                    |
| 6                                          | 16 марта 1955                              | Сантьяго                                   | Перу                                       | 2:2                                        | —                                          | Чемпионат Южной Америки                    |
| 7                                          | 22 января 1956                             | Монтевидео                                 | Перу                                       | 2:1                                        | —                                          | Чемпионат Южной Америки                    |
| 8                                          | 29 января 1956                             | Монтевидео                                 | Чили                                       | 2:0                                        | —                                          | Чемпионат Южной Америки                    |
| 9                                          | 1 февраля 1956                             | Монтевидео                                 | Парагвай                                   | 1:0                                        | —                                          | Чемпионат Южной Америки                    |
| 10                                         | 12 апреля 1959                             | Порту-Алегри                               | Гремио                                     | 2:0                                        | —                                          | Товарищеский матч                          |
| 11                                         | 14 апреля 1959                             | Порту-Алегри                               | Интернасьонал                              | 2:0                                        | —                                          | Товарищеский матч                          |

## Достижения
- Чемпион Южной Америки: 1955